# Нова Загора
Но̀ва Заго̀ра е град в Централна България, област Сливен, на 32 km източно от Стара Загора и 37 km западно от Сливен. Градът е втори по големина в областта след Сливен и е административен център на община Нова Загора. По данни на ГРАО към 15 септември 2023 г. в града живеят 22 058 души по настоящ адрес и 26 369 души по постоянен адрес.

## География

### Разположение
Град Нова Загора е разположен в северната част на Горнотракийската низина.

### Административно деление
Комплекс, Военен супер, Хлебозавод, Център, ТМТ, Слънчев бряг, Шести и Гара са кварталите в Нова Загора.

### Климат и почви
Районът се отличава с мек умерен климат и равнинен релеф. Плодородните канелени горски почви и изобилието на водни източници обуславят селскостопанско производство.

## История

### Античност
Първите следи от живот в района на Новозагорско датират от края на VII – началото на VI хил. пр. Хр. Те се откриват в най-долните културни пластове на Новозагорската селищна могила, Гюндийската селищна могила – в североизточния край на Нова Загора, Карановската селищна могила, селищната могила Пачника до Кортен, Дядо-Ненова до Коньово и др. Селищните могили (многослойни селища, обитавани в продължение на хилядолетия) в района на Нова Загора са 26. Те характеризират Новозагорско като район, най-богат на селища от този тип в България.
Проведените археологически проучвания на селищните могили – Дипсизка, Карановска, Дядовска, Новозагорска, позволяват да се направят важни приноси за изясняване културното развитие на древните обитатели на нашите земи. Известни са имената на археологическите култури „Нова Загора“, „Асеновец“, „Езеро“, „Караново“. Учени от Нидерландия, Австрия, Япония, Англия, Русия са участвали и продължават да участват повече от 40 години в археологически проучвания в Новозагорско.
Върху археологическата карта на района през 5 век пр.н.е. – 4 век са регистрирани 66 обекта от късножелязната епоха и 74 – от римския период. Повечето са малки, неукрепени села. Шест са крепостите, издигнати през античността и над 500 известни дотогава надгробни могили. Мраморните статуетки на Зевс, Хера, Аполон, Асклепий, Херакъл и оброчните плочки на Тракийския конник (Херос), дават информация за 20 светилища, регистрирани на разглежданата територия, разположени край буйни извори, планински върхове или в античните села. Въз основа на намерените оръдия на труда и предмети от бита може да се добие представа за стопанския облик на района през този период. Мъжът-тракиец се занимава със земеделие и бран. За тракиеца-воин говори изобилието от находки, свързани с въоръжението – криви железни бойни ножове (махайри), железни върхове на копия, бронзови шлемове. Намерената вносна гръцка керамика, бронзови съдове, произведения на торевтиката (обработка на изработени от скъпоценни метали изделия) и монетни съкровища свидетелстват за интензивен стопански живот в района.

### Българско и византийско средновековие
Интензивният живот в Новозагорско продължава и по време на Византийската империя, когато районът е в близост до столицата Константинопол. Това обстоятелство налага изграждането на отбранителна система през 5 – 6 в., свързана със защитата на столицата и нейните подстъпи. Възобновени и новопостроени са редица крепости по склоновете на Светиилийските възвишения, Средна гора и Стара планина, каквито са крепостите при Жребчево, Баня, Съдийско поле, на връх Свети Илия.
Може би не така огромна като площ, но с важно значение е била и споменатата в писмените извори крепост Вядица (Вятница). В някои исторически трудове тя се свързва с днешна Нова Загора. Безспорно е обаче, че тя не се е намирала на територията на съвременния град, а вероятно някъде по близките склонове на Средна гора. Новозагорският историк Никола Койчев я отъждествява с останките от градежи в местността Кара орман в землищата на селата Съдиево и Каменово.
В чертите на съвременния град са открити останките на две средновековни селища и некрополи с твърде интересни находки: позлатени гривни и обеци, оловни отпечатъци, с които се скрепвала кореспонденцията. Тук е намерен моливдовул (оловен печат) на императорския зет деспот Стефан Кондостефан. Предполага се, че земите на днешния Новозагорски район са били императорско имение по време на управлението на династията на Комнините във Византия (края на 11 – 12 в).
През XIII и XIV век българските земи са арена на непрекъснати борби между непокорните български боляри, стремящи се към самостоятелност и централната власт в Търново, както и между България и Византийската империя. Последното по-трайно присъединяване на днешно Новозагорско към България е по времето на Светослав Тертер (1300 – 1321) и Иван Александър (1331 – 1371).
Съществуват различни предположения за времето на завоюване на района от османците, като най-късната възможна дата, особено за южната част на района, е след битката при Черномен през есента на 1371 г. След тези драматични събития краят не остава безлюден. Свидетелства за това има в изворите от 15 в. Особено ярък е примерът с текето „Св. Илия“. В почитането на това място има преплитане на елементи от езичество, християнство и мюсюлманство.

### Под османска власт
В периода на османското владичество населението на Нова Загора и района участва във въоръжената борба срещу потисниците. Известни са хайдутите и хайдушки войводи Гълъб войвода, Кара Кольо, Димитър Калъчлията, Пею Буюклията, Генчо Къргов, Мара хайдуткиня и редица други. В Новозагорско са хайдутували Панайот Хитов и Филип Тотю.
През април 1830 година, след края на Руско-турската война, половината от християнското население на града (2376 души) се изселва в Бесарабия. Новозагорци са едни от първите в страната, които се включват в църковно-националните борби за самостоятелна българска църква още през 1836 г.
Васил Левски основава през 1869 г. революционен комитет в града с председател учителя Диньо Сивков, в който влизат учители, търговци, занаятчии. Негово дело са и комитетите в Любенова махала, Асеновец, Кортен и др. Новозагорци вземат участие и в Априлското въстание с четата на Стоил войвода.
През 1877 г. е построена железопътна линия между Цариград и Пловдив. Линията има връзка с Нова Загора от Харманли.
През Освободителната война 1877 – 78 г. Нова Загора и районът се оказват в центъра на военните действия. Равносметката е жестока – хиляди убити и бездомни, опожарени къщи, църкви, училища. На 14 януари 1878 г. войските на Първи улански Санктпетербургски полк на полковник Василий Захариевич Балк освобождават опожарена и почти безлюдна Нова Загора.
Старото му име е Заара йениджеси.

### След Освобождението
Общинските избори Нова Загора на 7 декември 1919 година са спечелени от БКП и кмет става Буко Коен, сменен на 31 май 1920 година от Кузман Стойков. Управлението на БКП въвежда подоходно данъчно облагане и необлагаем минимум, осигурява безплатна медицинска помощ на бедни граждани, помощи и храни за вдовици и сираци от войните, гласува средства за благоустройство на града, продава дворни места на бедни на ниски цени. Управлението е разпуснато от правителството на 17 септември 1921 година.
През 30-те години циганската махала е преместена извън града, южно от гробищата, където се намира и днес.

## Население
Населението на град Нова Загора по настоящ адрес е 25 470 души, според статистиката на ЕСГРАОН от 15 март 2009 г.
Равнището на безработица в общината към 2003 г. е 20,08%, много по-висока от средната за страната за същия период. Най-високо ниво на безработица в общината е регистрирано през 2000 г. Голяма част от безработните са от ромски произход.
Численост на населението според преброяванията през годините:
| \| Година на преброяване \| Численост \| \| --------------------- \| --------- \| \| 1934 \| 9552 \| \| 1946 \| 10 988 \| \| 1956 \| 14 892 \| \| 1965 \| 19 258 \| \| 1975 \| 21 887 \| \| 1985 \| 25 275 \| \| 1992 \| 26 260 \| \| 2001 \| 25 220 \| \| 2011 \| 22 507 \| \| 2021 \| 16 836 \| |           |
| Година на преброяване | Численост |
| 1934 | 9552      |
| 1946 | 10 988    |
| 1956 | 14 892    |
| 1965 | 19 258    |
| 1975 | 21 887    |
| 1985 | 25 275    |
| 1992 | 26 260    |
| 2001 | 25 220    |
| 2011 | 22 507    |
| 2021 | 16 836    |

Етническият състав включва 14 874 българи и 4714 турци.

### Религии
Православното християнство е основната религия. Има малка мюсюлманска общност по края на града.

## Политика

### Побратимени градове
- Фере, Гърция
- Ещорил, Португалия
- Петрошани, Румъния
- Тараклия, Молдова

## Икономика
В Нова Загора осъществяват дейността си „ЗММ“ ООД, която произвежда металорежещи машини и „Перла“ ООД – най-големият завод за производство на селскостопанска техника в Република България. Функционира цех за мебели и матраци на фирмата „Дипол“. В града е развито селското стопанство: зърнено (житни култури), лозарство, овощарство, зеленчукопроизводство, животновъдство и др. Развито е винопроизводството, като в града и околностите са разположени няколко изби – на „Вини“ гр. Сливен – изба гр. Нова Загора и Винарска изба „Кортен“ в близкото село Кортен (част от компанията „Домейн Бойар Интернешънъл“ ЕАД). Функционират цехове на местни и чуждестранни фирми в сферата на хранително-вкусовата промишленост (мандри и консервни предприятия) като „Палиррия България“ ЕАД, „Млечен път“ АД – гр. Нова Загора, фуражен завод и птицеферма на групата „Градус“, и в сферата на текстилната промишленост – предачната фабрика „Синтерама България“ ЕООД и др. Немалка част от жителите на града работят в „Мини Марица изток“ и ТЕЦ-овете „Марица изток“ 1, 2 и 3.
В сферата на търговията в града оперират магазини на веригите „Билла“, „Т Маркет“, "CBS", "Pepco", "Lilly" и „Хеликон“, също така по-малката верига „Валентино“, както и множество по-малки местни магазини.

### Транспорт
Географското положение определя Нова Загора като удобен възел за автомобилния и селскостопански транспорт. На около 5 km южно от града преминава автомагистрала Тракия. Градът разполага и с ЖП Гара, част от отсечката между Стара Загора и Ямбол.

### Медии
- Вестник „Нова Прес“ – регионален седмичник
- Радио „Нова“ – FM 93.0 MHz

### Образование и наука
Начални училища
- НУ „Свети Паисий Хилендарски“
- НУ „Любен Каравелов“
- НУ „Христо Ботев“
- НУ „Иван Вазов“

Средни училища
- СУ „Христо Ботев“
- СУ „Иван Вазов“
- ПГТТ „Атанас Димитров“
- ПГСС – Нова Загора
- ЦСОП „Ак. Тодор Самодумов“› Места › Nova Zagora

## Култура и свободно време

### Музеи и галерии
- Къща на занаятите, Нова Загора
- Исторически музей, Нова Загора
- Художествена галерия „Руси Карабиберов“, Нова Загора
- Къща музей на Петко Енев

### Читалище
- Читалище „Д. П. Сивков“[7] е създадено през 1870 г. Библиотеката притежава фонд от 112 300 книги, читателите са 1700; има 5 специализирани отдела – детски, заемна за възрастни, читалня, зала по изкуствата, обработка и каталози. При читалището има 8 постоянно действащи художествени колектива. Те са: театрален колектив, детска и младежка студия, квартет за стари градски песни, фолклорна детска формация, състав за модерни танци Мега, група за спортни танци, мажоретен състав и вокална група. Съществуват и 2 временно действащи колектива: литературна група Гео Милев и група на художниците. Детско-юношеският фолклорен ансамбъл Загорчета е основан през 1986 г. с цел да издирва, съхранява и популяризира богатия български музикален, песенен и танцов фолклор. В ансамбъла участват над 100 деца от 6 до 16-годишна възраст, организирани в 3 танцови групи, в които изучават спецификата на българския танцов фолклор. Ансамбълът е участвал в много концерти в страната, както и на фестивали във Франция, Полша, Украйна, Северна Македония, Гърция, Турция и Румъния.

### Редовни събития
- 14 октомври – празник на града
- Сирни заговезни – хвърлят се стрели (бутурници)

### Забележителности
- Паметници
- поручик Христо Донев
- Атанас Димитров
- Диньо Нойков
- поручик Николай Сербезов
- паметна плоча 1944 – 1989 г.
- паметна плоча 1878 г.
- Петко Енев
- паметна плоча на П. Енев

### Други
- В града функционира туристическо дружество „Алеко – 1901“ (председател Огнян Ненов) с две секции: „Колотуризъм“ и „Пешеходен туризъм“.
- Местният футболен клуб се казва „Загорец“.

## Личности
Родени в Нова Загора
- Апостол Дограмаджиев (1882 – 1935), революционер, войвода на ВМОРО;
- Живко Вангелов (р. 1960) – български борец, олимпийски медалист;
- Георги Йорданов (р. 1956) – преподавател в МУ – Пловдив, народен представител в XLIV НС;
- Георги Иванов Петров (1916 – 1984), виден агроном, учен, селекционер по пшеницата;
- Георги Шишков (1912 – 1991), математик и философ;
- Иван Петков Кънев (р. 1935), художник;
- Каля Зографова (р. 1959), художничка;
- Костадинка Недкова (р. 1966), съдия във Върховен касационен съд, бивш заместник-председател на Софийски градски съд;
- Колю Аврамов, войвода на ВМОРО;
- Неделчо Крумов Беронов (1928 – 2015), юрист и политик;
- Никола Динев Николов (1953 – 2019), борец;
- Никола Койчев (1886 – 1960), български учител и археолог;
- Петрана Клисурова (1908 – 1995), художничка;
- Ренета Иванова Инджова (р. 1953), политик, министър-председател на България в 81-вото; правителство (1994 – 1995), единствената жена, заемала тази длъжност;
- Руси Карабиберов (1908 – 1975), художник;
- Руси Томов, македоно-одрински опълченец, Сборна партизанска рота на МОО;[8]
- Санда Йовчева (1882 – 1946), писателка, журналистка и преводачка;
- Стоян Омарчевски (1885 – 1941), философ, политик, деец на БЗНС;
- Никола Николов (1924 – 1996), архитект, автор на Паметника на Незнайния воин в София;
- Милен Николов (1939 – 1998), режисьор;
- Румяна Желева (р. 1969), социолог и политик, евродепутат от ГЕРБ (2007 – 2009) и бивш министър на външните работи;
- Севда Севан (1945 – 2009), писателка, арменски дипломат;
- Слава Севрюкова (1903 – 1991), българска ясновидка;
- Иван Савов (1951 – 1997), политик и общественик.

Починали в Нова Загора
- Тодор Мутевски (1839 – 1909), български просветен деец, общественик и революционер

Личности, свързани с Нова Загора
- Минко Балкански (р. 1927), физик;
- Петко Енев (1889 – 1925), деец на БКП; ръководител на Септемврийското въстание през 1923 г. в Нова Загора;
- Здравка Горанова (1945 – 2012), журналист и преводач.